# Felino (Italia)
Felino es un municipio situado en el territorio de la provincia de Parma, en Emilia Jurado-Romaña (Italia).

## Demografía
| Gráfica de evolución demográfica de Felino entre 1861 y 2001 |
|                                                              |
| Fuente ISTAT - elaboración gráfica de Wikipedia              |